# Arzgiri járás

Az Arzgiri járás a Sztavropoli határterületen

Az Arzgiri járás (oroszul Арзгирский муниципальный район) Oroszország egyik járása a Sztavropoli határterületen. Székhelye Arzgir.

## Népesség
- 1989-ben 29 236 lakosa volt.
- 2002-ben 28 733 lakosa volt.
- 2010-ben 26 298 lakosa volt, melyből 19 357 orosz (73,6%), 3 429 dargin (11,9%), 520 kumik, 514 türkmén, 360 avar, 316 csecsen, 303 örmény, 225 ukrán, 218 cigány, 190 koreai, 90 azeri, 73 tabaszaran, 62 lak, 60 moldáv, 55 fehérorosz, 45 oszét, 37 lezg, 36 grúz, 30 tatár, 25 kabard stb.